# Mario Pavone
Mario Pavone (Waterbury (Connecticut), 11 november 1940 – 15 mei 2021) was een Amerikaanse jazzcontrabassist van de creative jazz.

## Biografie
De geschoolde ingenieur Pavone had in zijn jeugd geen formele muzikale opleiding. Hij kwam voor het eerst in aanraking met jazz in 1958 tijdens zijn studie aan de University of Connecticut en sinds 1962 speelt hij zelf contrabas. Hij volgde lessen bij Bertram Turetzky en begon zijn carrière als beroepsmuzikant in 1965.
In 1968 ging hij op tournee door Europa met Paul Bley, met wie hij tot 1972 werkte. Met hem en Barry Altschul speelde hij in 1968 het album Canada in. Begin jaren 1970 trad hij op met vibrafonist Bobby Naughton en maakte hij deel uit van Bill Dixons Orchestra of the Streets en John Fischers Interface. In 1975 richtte hij het Creative Music Improvisers Forum (CMIF) op in New Heaven met Bobby Naughton, Wadada Leo Smith, Gerry Hemingway, Wes Brown, Dwight Andrews en anderen. In 1979 kwam Digit uit, zijn eerste album als bandleider.
In 1980 begon hij een achttienjarige samenwerking met Thomas Chapin. Zijn belangrijkste formatie met Chapin was een trio met drummer Michael Sarin. Hij werkte ook als co-leader met Anthony Braxton, Wadada Leo Smith, Marty Ehrlich en Michael Musillami. Rond 1990 begon hij eigen zeer complexe projecten uit te voeren, die hem vooral benadrukten als de maker van gevoelige composities, die in hun ernst deden denken aan de derde stroom, tussen moderne jazz en nieuwe muziek.
Na Chapins dood in 1998 trad hij uitsluitend op met zijn eigen formaties. Pas in 2001 nam hij deel aan de opname van het debuutalbum Trio van zijn zoon Michael Pavone. Hij is ook betrokken bij de organisatie van het Litchfield Jazz Festival en het Litchfield Summer Jazz Camp.
Pavone overleed op 80-jarige leeftijd aan kanker.

## Discografie

### Als leader
- 1979: Digit (Alacra)
- 1981: Shodo (Alacra)
- 1988: Sharpeville (Alacra)
- 1992: Toulon Days (New World/CounterCurrents)
- 1994: Song for (Septet) (New World/CounterCurrents)
- 1997: Dancers Tales (Knitting Factory)
- 1999: Remembering Thomas (Knitting Factory)
- 2000: Totem Blues (Knitting Factory)
- 2000: Motion Poetry (Playscape)
- 2001: OpEd (Playscape)
- 2002: Mythos (Playscape)
- 2003: Orange (Playscape)
- 2004: Boom (Playscape)
- 2006: Deez to Blues (Playscape)
- 2008: Ancestors (Playscape)
- 2008: Trio Arc (Playscape)
- 2010: Arc Suite T/Pi T/Po (Playscape)
- 2013: Arc Trio (Playscape)
- 2014: Street Songs (Playscape)
- 2015: Blue Dialect (Clean Feed)
- 2017: Chrome (Playscape)
- 2017: Vertical (Clean Feed)
- 2019: Philosophy (Clean Feed)

### Als sideman
Met Anthony Braxton
- 1993: Duets (1993) (Music & Arts)
- 1995: Seven Standards 1995 (Knitting Factory)
- 2004: Six Standards (Quintet) 1996 (Splasc(H))

Met Thomas Chapin
- 1981: The Bell of the Heart (Alacra)
- 1991: Third Force (Knitting Factory)
- 1992: Anima (Knitting Factory)
- 1993: Insomnia (Knitting Factory)
- 1995: Menagerie Dreams (Knitting Factory)
- 1996: Haywire (Knitting Factory)
- 1997: Sky Piece (Knitting Factory)
- 1999: Night Bird Song (Knitting Factory)
- 2006: Ride (Playscape)

Met Bill Dixon
- 1982: November 1981 (Soul Note)
- 1987: Thoughts (Soul Note)
- 1990: Son of Sisyphus (Soul Note)

Met anderen
- 1969: Paul Bley, Paul Bley Trio (Radio Canada)
- 1969: Alan Silva, Skillfullness (ESP Disk)
- 1972: Bobby Naughton, Understanding (Otic)
- 1972: Annette Peacock & Paul Bley, Dual Unity (Freedom)
- 2001: Michael Pavone, Trio (Playscape)
- 2019: Patty Waters, Live (Blank Forms)
- 2020: Patty Waters, An Evening in Houston (Clean Feed)